# Hexacentrus inflatissimus
Hexacentrus inflatissimus är en insektsart som beskrevs av Andrej Vasiljevitj Gorochov och Warchalowska-sliwa 1999. Hexacentrus inflatissimus ingår i släktet Hexacentrus och familjen vårtbitare. Inga underarter finns listade i Catalogue of Life.